# Пет Бутетт
Патрік Майкл Бутетт (англ. Patrick Michael Boutette, нар. 1 березня 1952, Віндзор) — канадський хокеїст, що грав на позиції центрального нападника.
Провів понад 800 матчів у Національній хокейній лізі.

## Ігрова кар'єра
Хокейну кар'єру розпочав 1970 року.
1972 року був обраний на драфті НХЛ під 139-м загальним номером командою «Торонто Мейпл-Ліфс».  Виступи в НХЛ розпочав 1975 року у складі цієї ж команди.
Протягом професійної клубної ігрової кар'єри, що тривала 16 років, захищав кольори команд «Торонто Мейпл-Ліфс», «Гартфорд Вейлерс», «Піттсбург Пінгвінс» та «Бінгемтон Вейлерс».
Загалом провів 802 матчі в НХЛ, включаючи 46 ігор плей-оф Кубка Стенлі.

## Статистика
| Сезон        | Клуб                 | Ліга         | Регулярний сезон | Регулярний сезон | Регулярний сезон | Регулярний сезон | Регулярний сезон | Плей-оф | Плей-оф | Плей-оф | Плей-оф | Плей-оф |
| Сезон        | Клуб                 | Ліга         | І                | Г                | П                | О                | ШХ               | І       | Г       | П       | О       | ШХ      |
| ------------ | -------------------- | ------------ | ---------------- | ---------------- | ---------------- | ---------------- | ---------------- | ------- | ------- | ------- | ------- | ------- |
| 1975–76      | «Торонто Мейпл-Ліфс» | НХЛ          | 77               | 10               | 22               | 32               | 140              | 10      | 1       | 4       | 5       | 16      |
| 1976–77      | «Торонто Мейпл-Ліфс» | НХЛ          | 80               | 18               | 18               | 36               | 107              | 9       | 0       | 4       | 4       | 17      |
| 1977–78      | «Торонто Мейпл-Ліфс» | НХЛ          | 80               | 17               | 19               | 36               | 120              | 13      | 3       | 3       | 6       | 40      |
| 1978–79      | «Торонто Мейпл-Ліфс» | НХЛ          | 80               | 14               | 19               | 33               | 136              | 6       | 2       | 2       | 4       | 22      |
| 1979–80      | «Торонто Мейпл-Ліфс» | НХЛ          | 32               | 0                | 4                | 4                | 17               | —       | —       | —       | —       | —       |
| 1979–80      | «Гартфорд Вейлерс»   | НХЛ          | 47               | 13               | 31               | 44               | 75               | 3       | 1       | 0       | 1       | 6       |
| 1980–81      | «Гартфорд Вейлерс»   | НХЛ          | 80               | 28               | 52               | 80               | 160              | —       | —       | —       | —       | —       |
| 1981–82      | «Піттсбург Пінгвінс» | НХЛ          | 80               | 23               | 51               | 74               | 230              | 5       | 3       | 1       | 4       | 8       |
| 1982–83      | «Піттсбург Пінгвінс» | НХЛ          | 80               | 27               | 29               | 56               | 152              | —       | —       | —       | —       | —       |
| 1983–84      | «Піттсбург Пінгвінс» | НХЛ          | 73               | 14               | 26               | 40               | 142              | —       | —       | —       | —       | —       |
| 1984–85      | «Піттсбург Пінгвінс» | НХЛ          | 14               | 1                | 3                | 4                | 24               | —       | —       | —       | —       | —       |
| 1984–85      | «Гартфорд Вейлерс»   | НХЛ          | 33               | 6                | 8                | 14               | 51               | —       | —       | —       | —       | —       |
| 1984–85      | «Бінгемтон Вейлерс»  | АХЛ          | 27               | 8                | 17               | 25               | 10               | 7       | 0       | 2       | 2       | 0       |
| Усього в НХЛ | Усього в НХЛ         | Усього в НХЛ | 756              | 171              | 282              | 453              | 1354             | 46      | 10      | 14      | 24      | 109     |